# Jefferson Davis Presidential Library

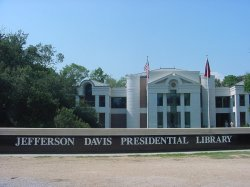
Die frühere Jefferson Davis Präsidentenbibliothek

Die Jefferson Davis Presidential Library ist eine Bibliothek und ein Museum in Mississippi mit dem Zweck, die Papiere, Aufzeichnungen, Artefakte und andere historische Dokumente von Jefferson Davis, Präsident der Konföderierten Staaten von Amerika, zu bewahren, zu lagern und der Öffentlichkeit zugänglich zu machen. Trotz des Namens handelt es sich nicht um eine offizielle Präsidentenbibliothek, da Davis niemals Präsident der Vereinigten Staaten von Amerika war. Dennoch wird die Bibliothek vom Bundesstaat Mississippi unterstützt, wie durch eine Plakette am Eingang belegt wird.
Die Bibliothek liegt am 224 Beach Boulevard in Biloxi, Mississippi auf dem Grund von Davis’ letzten Heimsitz Beauvoir. Die Bibliothek wurde 1998 vom Staat Mississippi offiziell eröffnet und seiner Bestimmung übergeben. Die Besichtigungsstätte umfasst neben der Bibliothek auch das Haus mit zahlreichen Einrichtungsgegenständen aus der Zeit von Davis, das Konföderierten Museum und einen Konföderierten-Friedhof.
Am 29. August 2005 wurde die Jefferson Davis Präsidentenbibliothek und Beauvoir aufgrund des Hurrikans Katrina durch Wind und Wasser stark beschädigt. Der Bibliothekspavillon, die Hayes Hüttes, eine Nachbildung einer Soldatenbaracke, ein Museum für konföderierte Soldaten, der Museumsshop und das Haus des Direktors wurden komplett zerstört. Die Ausstellungsstücke wurden fotografiert, inventarisiert, verpackt und gelagert. Die Gegenstände und die Hauseinrichtung werden konserviert. Man hat 4,1 Millionen Dollar für die Rekonstruktion des Hauses eingeplant, das am 3. Juni 2008, dem 200. Geburtstag von Davis, wiedereröffnet wurde.
Die Bibliothek selbst war nicht mehr zu retten, daher wird ein komplett neuer Bau errichtet. Dieser wurde am 3. Juni 2013 eröffnet.